# Chiesa di San Caprasio (Santa Cruz de la Serós)
La chiesa di San Caprasio è un edificio sacro situato a Santa Cruz de la Serós, nella comarca spagnola della Jacetania.

## Storia
La chiesa è dedicata a san Caprasio, santo di origini gallo-romane (IV secolo) il cui culto è legato ai pellegrini che percorrevano, in età medievale, il cammino di Santiago, nelle cui immediate vicinanze (tre chilometri circa) era sorto il centro abitato di Santa Cruz de la Serós. Fu eretta durante la prima metà dell'XI secolo in stile romanico lombardo da maestranze locali, con il probabile apporto di artigiani provenienti dall'Italia settentrionale. Nel 1089 la diocesi di Jaca diede in gestione San Caprasio al monastero di San Juan de la Peña, che la convertì per qualche tempo in priorato. Nella seconda metà del XIV secolo fu assegnata agli elemosinieri di San Juan de la Peña, per tornare ad essere amministrata direttamente, in età moderna, dal monastero pinatense.

## Architettura
La chiesa di San Caprasio non ha subito, dall'epoca della sua costruzione, modifiche strutturali di rilievo o ampliamenti, salvo l'armoniosa torre campanaria, del XII secolo, che però non comunica con l'interno del corpo principale dell'edificio. Quest'ultimo, edificato in pietra, si struttura internamente in una navata unica, con due volte a crociera. L'abside, di ridotte dimensioni, è invece sormontata da una volta a botte e delimitata da arcate cieche laterali e da tre finestre incastonate nella parete di fondo. Archetti ciechi, unitamente alle lesene che si alternano ad essi, sono anche presenti lungo il perimetro esterno dell'edificio e possono creare, in alcune ore del giorno, suggestivi effetti chiaroscurali. La sobria solennità degli spazi interni e la purezza delle forme architettoniche restate pressoché inalterate per quasi un millennio, fanno della chiesa di San Caprasio una delle creazioni più alte del romanico lombardo in terra di Spagna.